# Samir Kassir
Samir Kassir (ur. 5 maja 1960, zm. 2 czerwca 2005) – libański historyk, dziennikarz i polityk lewicowy, działacz Sojuszu 14 Marca. Urodził się w Libanie w prawosławnej rodzinie palestyńsko-syryjskiej. Emigrował do Francji, gdzie w ukończył filozofię i filozofię polityczną na Sorbonie, a następnie doktoryzował się z historii współczesnej i został wykładowcą na Uniwersytecie Św. Józefa w Bejrucie. Jako publicysta współpracował z „An-Nahar”, „Al-Hajat” oraz francuskojęzycznymi „L’Orient-Le Jour” i „Le Monde diplomatique”. Krytykował okupację syryjską, opowiadał się natomiast za demokratyzacją i sekularyzacja życia politycznego w Libanie. Był jednym z założycieli Demokratycznego Ruchu Lewicy. Zginął 2 czerwca 2005 w zamachu bombowym.